# Lustivere
Lustivere är en ort i Estland. Den ligger i Põltsamaa kommun och landskapet Jõgevamaa, i den centrala delen av landet, 110 km sydost om huvudstaden Tallinn. Lustivere ligger 60 meter över havet och antalet invånare är 477.
Terrängen runt Lustivere är platt, och sluttar söderut. Runt Lustivere är det glesbefolkat, med 11 invånare per kvadratkilometer. Närmaste större samhälle är Põltsamaa, 6,7 km väster om Lustivere. Omgivningarna runt Lustivere är en mosaik av jordbruksmark och naturlig växtlighet.